# 노벨 생리학·의학상
노벨 생리학·의학상( - 生理學·醫學賞, 스웨덴어: Nobelpriset i fysiologi eller medicin, 영어: Nobel Prize in Physiology or Medicine)은 생리학 또는 의학에서 뛰어난 업적을 보인 사람에게 수여하는 노벨상이다. 대한민국에서는 줄여서 ‘노벨 생리의학상' 이라고 부르기도 한다.
알프레드 노벨은 유언에서 "생리학 또는 의학 분야에서 가장 중요한 발견을 한 사람"을 이 상의 수상자로 지정했는데, 노벨이 생리학과 의학을 따로 구분한 것은 중요한 의미가 있다. 노벨이 살던 시대에는 생리학이 오늘날의 여러 생물학 분야를 지칭했던 용어였기 때문이다. 따라서 노벨의 유언에 담긴 뜻을 살리는 방향으로 해석한다면, 이 상의 시상기관은 광범위한 생물학 분야 전반의 발견에 대해서도 상을 수여할 수 있다고 할 것인데, 실제로도 시상기관은 이 상의 수상 분야 범위를 아주 넓게 해석왔음이 명백하다. 가령 1973년에는 꿀벌의 춤을 연구한 카를 폰 프리슈, 거위와 오리의 각인 현상에 대한 연구로 유명한 콘라트 로렌츠, 조류학자인 니콜라스 틴베르헌이 이 상을 공동수상했는데, 이들의 수상 업적은 동물행동학 분야의 연구였다. 또한 1983년에는 옥수수 유전학의 독보적 존재인 바버라 매클린톡이 수상했는데, 그녀의 수상 업적은 식물유전학 분야였다.

## 같이 보기
- 노벨상
- 래스커상